# Danger Zone
「Danger Zone」（デンジャー・ゾーン）は、JAM Project通算2作目、及びM Rieの通算1作目のシングル。2000年11月22日にLantisから発売された。

## 概要
- JAM ProjectとM Rieによるスプリットシングルで両者共スプリットシングルをリリースするのはこれが初となる。
- JAM Projectは前作「疾風になれ」から約4ヶ月でのリリース。
- 表題曲「Danger Zone」は劇場版『エクスドライバーClip』の主題歌であり、カップリング曲「It's Emotion」はエクスドライバー vol.2の挿入歌となっている。
- CDジャケットには、菅野走一、榊野理沙、遠藤ローナが描かれている。

## 収録曲
全編曲：河野陽吾
1. Danger Zone
作詞：影山ヒロノブ、作曲：河野陽吾
  - 劇場版『エクスドライバーClip』主題歌
2. It's Emotion
作詞：椎名可憐、作曲：M Rie
  - OVA『エクスドライバー vol.2』挿入歌
3. Danger Zone（劇場用MIX）
作詞：影山ヒロノブ、作曲：河野陽吾
4. Danger Zone（カラオケ）
5. It's Emotion（カラオケ）